# روبرت إدوين بوش
روبرت إدوين بوش (11 أكتوبر 1855 في المملكة المتحدة - 29 ديسمبر 1939 في المملكة المتحدة) (بالإنجليزية: Robert Edwin Bush)‏ هو مستكشف ولاعب كريكت بريطاني وبريطاني وأسترالي (وحمل سابقاً جنسية المملكة المتحدة لبريطانيا العظمى وأيرلندا).

## وصلات خارجية
- روبرت إدوين بوش على موقع إي آس بي آن كريك إنفو (الإنجليزية)